# Окува
Окува (яп. 大桑村 О:кува-мура) — село в Японии, находящееся в уезде Кисо префектуры Нагано. Площадь села составляет 234,45 км², население — 3907 человек (1 августа 2014), плотность населения — 16,66 чел./км².

## Географическое положение
Село расположено на острове Хонсю в префектуре Нагано региона Тюбу. С ним граничат города Иида, Комагане, Накацугава, посёлки Иидзима, Агемацу, Нагисо и село Отаки.

## Население
Население села составляет 3907 человек (1 августа 2014), а плотность — 16,66 чел./км². Изменение численности населения с 1980 по 2005 годы:
| 1980 | 5637 чел. |  |
| 1985 | 5588 чел. |  |
| 1990 | 5160 чел. |  |
| 1995 | 5015 чел. |  |
| 2000 | 4770 чел. |  |
| 2005 | 4457 чел. |  |

## Символика
Деревом села считается Chamaecyparis obtusa, цветком — Hymenanthes.